# 韋尼克-高沙可夫症候群
韋尼克-高沙可夫症候群（英語：Wernicke–Korsakoff syndrome，縮寫）是一种包括韋尼克腦病變（英語：Wernicke encephalopathy，縮寫）和酒精性高沙可夫症候群（英語：alcoholic Korsakoff syndrome，縮寫）的病況。韋尼克腦變病的症状包括突然出现思维混乱、视力问题、体温过低、低血壓和协调性變差。高沙可夫症候群的症状則包括记忆力丧失、震顫和视力问题，且病症會長期慢性存在。多数未经治疗的高沙可夫症候群病患者都会進展成韋尼克腦變病。
病因源於硫胺（维生素B1）缺乏。最常见的病因是酗酒；但进食障碍、營養不良、长期呕吐或接受化学疗法也可能致病。疾病最終会使大脑受损。诊断需根据症状，并排除其他的可能原因。
治疗包括补充硫胺并調整饮食。若病因由酗酒引起，則應戒酒。虽然许多症状可能會改善，但记忆功能的恢复很慢，且往往不完全。如果不接受治疗，20%的患者会死亡，75%会永久残疾。约有25%的高沙可夫症候群患者需长期安置於醫療照護機構。在美国的盛行率大约在1%到2%間。

## 体征和症状
此症候群是两种同名疾病—韋尼克腦病變和高沙可夫症候群的综合。包括急性韦尼克脑病阶段，之后发展为高沙可夫症候群。

### 韋尼克腦病變
出現三联症是它的特點：
1. 眼部問題（眼球运动异常，眼肌麻痺（英语：Ophthalmoparesis））
2. 精神状态改变（意識混亂（英语：Confusion））
3. 姿势和步態不稳（運動失調）

這些症状是由缺乏必需辅酶维生素B1引起。出现精神状态的患者约82%，症状包括思维混乱、冷漠、注意力不集中及对当前情况的意识下降。若不及时治疗，可能会昏迷或死亡。出现眼部症状的约占29%，包括眼球震颤和外直肌或其他眼部肌肉麻痹。小部分患者会出现瞳孔对光刺激的反应變慢、視神經盤肿胀，并可能伴隨視網膜出血。最后，發生姿势和步态症状的约占23%，由小脑和前庭系统功能障碍引起。其他可能症状包括不省人事、低血压、心跳變快及体温过低、癲癇發作和听力逐渐丧失。
首次诊断的患者中约19%，并未出現经典三联征中的任何症状；但通常随着病情惡化，一种或多种症状會在之後出现。

### 高沙可夫症候群
美國精神病學協會分類和診斷手冊第5版（DSM-5）将高沙可夫症候群归类在「物质/药物引起的重度或轻度神经认知障碍」，特别是酒精引起的健忘性虛談症（amnestic confabulatory）。诊断的必要條件，包括：明顯的健忘症，很快遗忘與学习困难。硫胺缺乏造成的脑病变也可能同时有这些症状。
雖然一般認為酒精性高沙可夫症候群一定是饮酒引起，但发现部分患者是由胃癌、神经性厌食症和胃切除術後等疾病造成的严重营养不良引起，一樣是硫胺缺乏後惡化而成。

## 病生理
硫胺（即维生素B1）是三种不同酶的必要原料，它可協助将摄取的营养物质转化成能量。人体内無法自行合成硫胺，必须由食物和补充剂額外攝取。硫胺是由十二指肠吸收，並储存在肝脏中，存量可供全身使用18天。长期频繁饮酒会使十二指肠吸收硫胺的能力下降。其它可能造成硫胺缺乏的原因，包括：無法正常饮食所造成的营养不良，细胞無法正常使用硫胺，或肝脏储存能力受损。如果没有硫胺，三羧酸循环的丙酮酸脫氫酶複合體（pyruvate dehydrogenase complex）和α-酮戊二酸脱氢酶（α-KGDH）就会受损。三羧酸循环功能受损，會造成三磷酸腺苷（ATP）不足，將无法为细胞提供足够的能量。大脑需要足夠的能量才能正常运作和使用神经递质。當神经元沒有足够的能量时，腦神經元細胞就会死亡，並造成脑损伤。
与韋尼克-高沙可夫症候群有关的脑萎縮出現在以下的大脑区域：
1. 乳狀體
2. 丘脑
3. 中脑的导水管周围灰质
4. 第三腦室（英语：Third ventricle）壁
5. 第四腦室（英语：Fourth ventricle）底部
6. 小脑
7. 額葉

损伤的除了这些区域，也有大脑皮质受损的研究報告，不过，这可能是酒精的直接毒性，而不是硫胺缺乏的結果。目前公認硫胺缺乏才是韋尼克-高沙可夫症候群的根源。
韋尼克-高沙可夫症候群引起的健忘症是因為间脑（丘脑、下丘脑和乳狀體）萎缩造成，与其他颞叶内侧受损造成的健忘症相似。一般认为乳狀體丘脑束上任何部位受损都可能造成记忆力受損，这解释了为何丘脑或乳狀体受损的患者，症狀與韋尼克-高沙可夫症候群相同。